# Queercore
Queercore (ou homocore) é um movimento cultural e social que teve início em meados dos anos 1980 como uma ramificação do movimento punk com fortes elementos de militância LGBT. O movimento se caracteriza por seu descontentamento com a sociedade em geral e, mais especificamente, com a desaprovação social das pessoas lésbicas, gays, bissexuais e transgênero. O queercore se expressa por um estilo do tipo "faça você mesmo", utilizando-se de zines, música, literatura, arte e cinema.
Como gênero musical, é marcado pelas letras que exploram temas ligados ao preconceito e lidam com questões como orientação sexual, identidade de gênero e direitos individuais. Em geral, as bandas fazem uma crítica social decorrente da própria posição que ocupam nessa sociedade. O tom dessa crítica é, às vezes, irreverente; às vezes, bastante sério. Embora muitas bandas de queercore tenham sua origem na cena punk, é palpável a influência da industrial music e de sua cultura. Os grupos homocore transitam por vários subgêneros, tais como punk hardcore, electropunk, indie rock, power pop, No Wave, noise, experimental e industrial, entre outros.
Algumas marcas de seu estilo - e que remetem ao punk - são:
- músicas normalmente curtas, a uma velocidade média/alta
- crítica social
- idealização da liberdade.

Bandas influentes do gênero são Limp Wrist, Pansy Division, God Is My Co-Pilot e The Dicks.

## História

### Origens
No início dos anos 1980, várias bandas hardcore americanas escreveram canções com temas queer. Gary Floyd (do The Dicks) e Randy Turner (do Big Boys) ganharam notoriedade por serem gays assumidos e falarem sem rodeios. Na Inglaterra, quem se destacava era Andy Martin (The Apostles), da cena anarcopunk. Nessa época, nos Estados Unidos, bandas politicamente motivadas (MDC, 7 Seconds e outras) passaram a incluir mensagens anti-homofobia em suas músicas. Os Nip Drivers, por exemplo, tinham em seu repertório a canção Quentin, dedicada ao escritor, ator e modelo britânico Quentin Crisp, figura importante para a história do movimento LGBT.
O fanzine J.D.s, criado por G.B. Jones e Bruce La Bruce, é amplamente reconhecido como o zine que deu início ao movimento. "J.D.s é visto por muitos como o catalisador que impulsionou a cena queercore à existência", escreve Amy Spencer em seu livro de 2005 DIY: The Rise Of Lo-Fi Culture (ainda não publicado em português e cujo título, em tradução livre, seria algo como "Faça você mesmo: o crescimento da cultura Lo-Fi"). Originários da cena anarquista, os editores do J.D.s haviam escolhido inicialmente o termo homocore para descrever o movimento, mas logo substituíram a palavra homo por queer para refletir melhor a diversidade dos elementos envolvidos e se desassociarem por completo dos limites do movimento gay e lésbico mais "ortodoxo". A primeira edição foi lançada em 1985, logo seguida por um manifesto intitulado Don't Be Gay ("Deixe de Ser Gay", em tradução livre) publicado no fanzine MaximumRocknRoll.
O J.D.s inspirou, entre muitos outros zines, o Holy Titclamps, editado por Larry-bob; o Homocore, de Tom Jennings e Deke Nihilson; o Chainsaw, de Donna Dresch; e o Outpunk, de Matt Wobensmith. Os dois últimos funcionavam também como gravadoras musicais. Esses zines, assim como o próprio movimento, tinham como características e propostas principais: 
- a busca de uma alternativa à cultura de gueto (autoimposta) das pessoas LGBT ortodoxas;
- a diversidade sexual e de gênero em oposição à segregação praticada pela comunidade LGBT mainstream (o notório "meio LGBT");
- a insatisfação com o consumismo generalizado, propondo em seu lugar uma atitude do tipo "mãos à obra", com vistas à criação de uma cultura própria;
- a oposição a doutrinas religiosas opressivas e à repressão política.